# لون العين

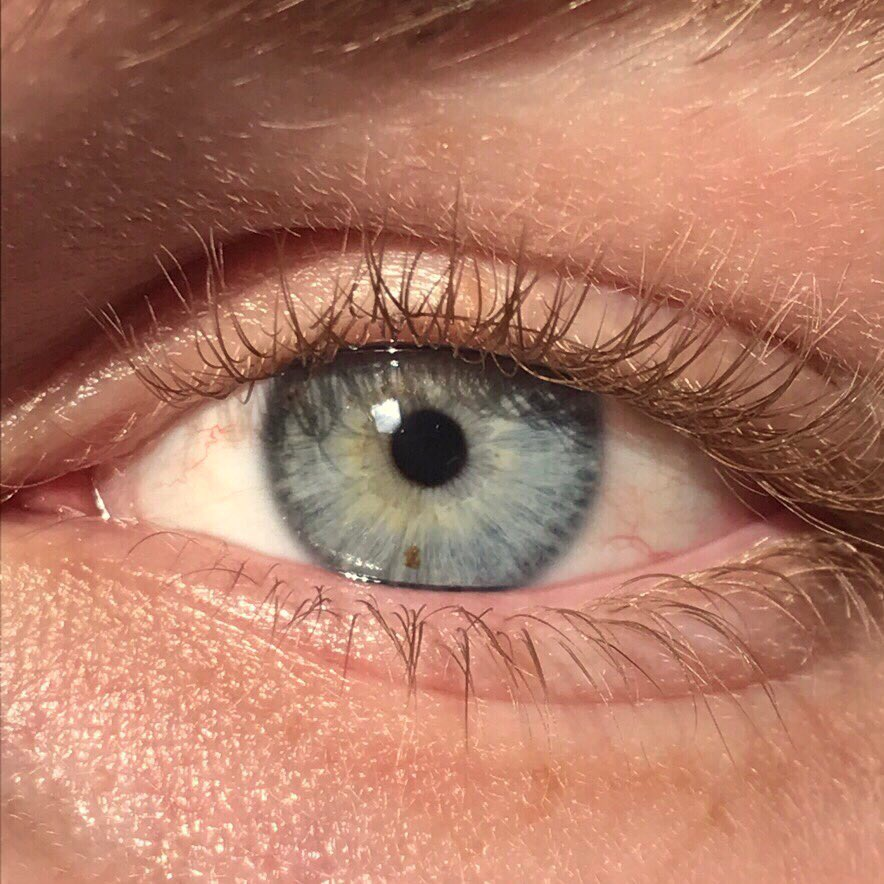
صورة مقربة لقزحية زرقاء / خضراء.

لون العين هو نمط ظاهري متعدد الجينات يحدده عاملان: الصبغة التي في قزحية العين ومقدار تشتت الضوء خلال الوسط الموجود فينسيج القزحية.:9
في البشر، فإن صبغة القزحية تتدرج من البني الفاتح إلى الأسود، اعتماداً على تركيز الميلانين في النسيج الطلائي للقزحية (موجود على الجزء الخلفي من القزحية)، ومحتوى الميلانين داخل النسيج اللحمي للقزحية (يقع في الجزء الأمامي من القزحية)، والكثافة الخلوية للنسيج نفسه. وظهور اللونين الأزرق والأخضر، ينتج عن ظاهرة تندل، وهي ظاهرة مماثلة لتلك التي تسبب زرقة السماء وتسمى تبعثر رايلي (Rayleigh scattering). فلا توجد أي أصباغ زرقاء أو خضراء على الإطلاق في قزحية العين أو سائل العين.
تنتج العيون الملونة الزاهية لكثير من أنواع الطيور عن وجود أصباغ أخرى، مثل البتريدين، والبورين، والكاريتينويد. البشر والحيوانات الأخرى لديها العديد من الأنماط الظاهرية المختلفة في لون العين. الاعتقاد السابق أن لون العين الزرقاء هو صفة متنحية، قد تبين أنه غير صحيح. علم الوراثة للون العين معقد جداً، بحيث يمكن لأي لون للعين أن ينتقل من اللآباء للأبناء.

## التحديد الجيني
لون العين هو سمة موروثة تتأثر بأكثر من جين. وتسعى هذه الجينات باستخدام بعض الطفرات إلي تغييرات صغيرة في الجينات نفسها وفي الجينات المجاورة. وتعرف هذه التغيرات باسم تعدد أشكال النوكليوتيدات المفردة. العدد الفعلي للجينات التي تساهم في لون العين غير معروف حاليّاً، ولكن هناك عدد قليل من الجينات المعروفة. ووجدت دراسة في روتردام (2009) أنه كان من الممكن التنبؤ بلون العين بدقة أكثر من 90٪ للبني والأزرق باستخدام ستة جينات فقط حدث فيها تعدد لشكل النيوكليوتيد الواحد. هناك أدلة على أن ما يصل إلى 16 جين مختلف يمكن أن تكون مسؤولة عن لون العين في البشر. ومع ذلك، فإن الجينين الرئيسيين المرتبطين بتغير لون العين هما OCA2 وHERC2، وكلاهما مترجم في كروموسوم 15.
| الجين   | التأثير علي لون العين                                                 |
| ------- | --------------------------------------------------------------------- |
| OCA2    | ترتبط بإنتاج الميلانين في خلايا العين. له الدور الرئيسي في لون العين. |
| HERC2   | يؤثر على وظيفة OCA2، مع طفرة محددة مرتبطة بقوة بالعيون الزرقاء.       |
| SLC24A4 | يرتبط بالاختلافات بين اللون الأزرق والأخضر في العين.                  |
| TYR     | يرتبط بالاختلافات بين اللون الأزرق والأخضر في العين.                  |

## تاريخ الحمض النووي ولون العين في أوروبا
الأشخاص من الأصل الأوروبي تظهر تنوع في لون العين أكثر من أي مكان في جميع أنحاء العالم، وقد كشفت التطورات الحديثة في تكنولوجيا الحمض النووي بعضاً من تاريخ لون العين في أوروبا. لا يزال التحقيق جارياً حتى الآن حول إنسان العصر الحجري المتوسط الأوروبي، وقد ظهرت علامات وراثية للعيون ذات الألوان الفاتحة، في حالة صيادو أوروبا الغربية والوسطى جنباً إلى جنب مع لون البشرة الداكنة. أضيف إلي تجميعة الجينات الأوروبية إنسان العصر النحاسي والعصر البرونزي، والعصر الحجري الحديث في الأناضول وآسيا الصغري، والمنطقة الواقعة شمال البحر الأسود، حيث وجد أنهم يمتلكون الكثير من جينات الأعين الملونة، والجينات التي تؤدي إلى بشرة أفتح من السكان الأوروبيين الأصليين.

## تصنيف الألوان
يمكن أن يوفر لون القزحية قدراً كبيراً من المعلومات عن الشخص، وقد يكون تصنيف الألوان مفيداً في توثيق التغيرات المرضية أو تحديد كيفية استجابة الشخص لمستحضرات العين الطبية. وقد تراوحت نظم التصنيف من الفاتح والغامق فقط إلى الدرجات التفصيلية التي تستخدم معايير التصوير الفوتوغرافي للمقارنة. وقد حاول آخرون وضع معايير موضوعية لمقارنة الألوان.
يتم تصنيف لون العين في الحيوانات بشكل مختلف. على سبيل المثال، بدلا من اللون الأزرق في البشر، فإن الجين المتنحي للون العين في بعض الأنواع هو اللون الأسود، بينما الصفة الوراثية المهيمنة هي اللون الأصفر والأخضر.

## التغييرات في لون العين

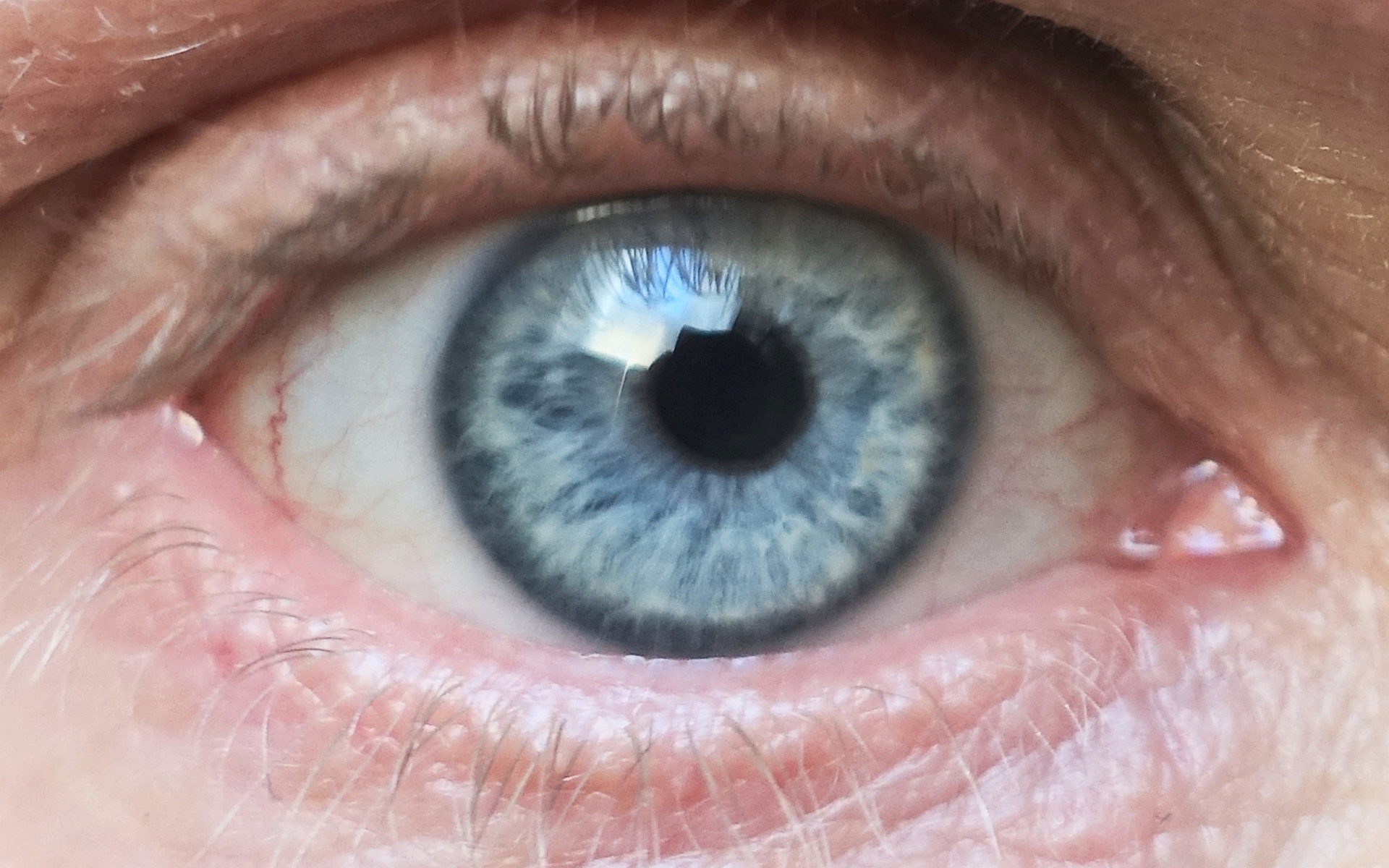
عين زرقاء فاتحة

معظم الأطفال الذين لديهم أصول أوروبية لديهم عيون ذات ألوان فاتحة قبل سن عام واحد. وبنمو وتطور الطفل، فإن الخلايا الصبغية (الخلايا الموجودة داخل قزحية العين البشرية، وكذلك الجلد وبصيلات الشعر) تبدأ ببطء بإنتاج الميلانين. وحيث أن الخلايا الصبغية تنتج باستمرار هذه الصبغة، فإنه من الناحية النظرية يمكن تغيير لون العين. تحدث معظم التغيرات في العين عندما يكون الرضيع قد بلغ عام كامل، على الرغم من أن هذا التغيير يمكن أن يتأخر حتي يصل الطفل إلى ثلاث سنوات من العمر. فمن الممكن الكشف عن وجود أو عدم وجود بعض الكميات المنخفضة من الميلانين عن طريق مراقبة قزحية الرضع من الجانب باستخدام الضوء المنقول فقط مع أي انعكاس علي الجزء الخلفي من القزحية. فالقزحية التي تبدو زرقاء باستخدام هذا الأسلوب من المراقبة، سوف تبقي زرقاء علي الأرجح مع نمو الطفل. بينما القزحية التي تظهر ذهبية، فإنها تحتوي على بعض الميلانين حتى في هذا العمر المبكر، ومن المرجح أن تتحول من الأزرق إلى الأخضر أو البني كلما زاد سن الطفيل.

## مقياس لون العين (مقياس مارتن)

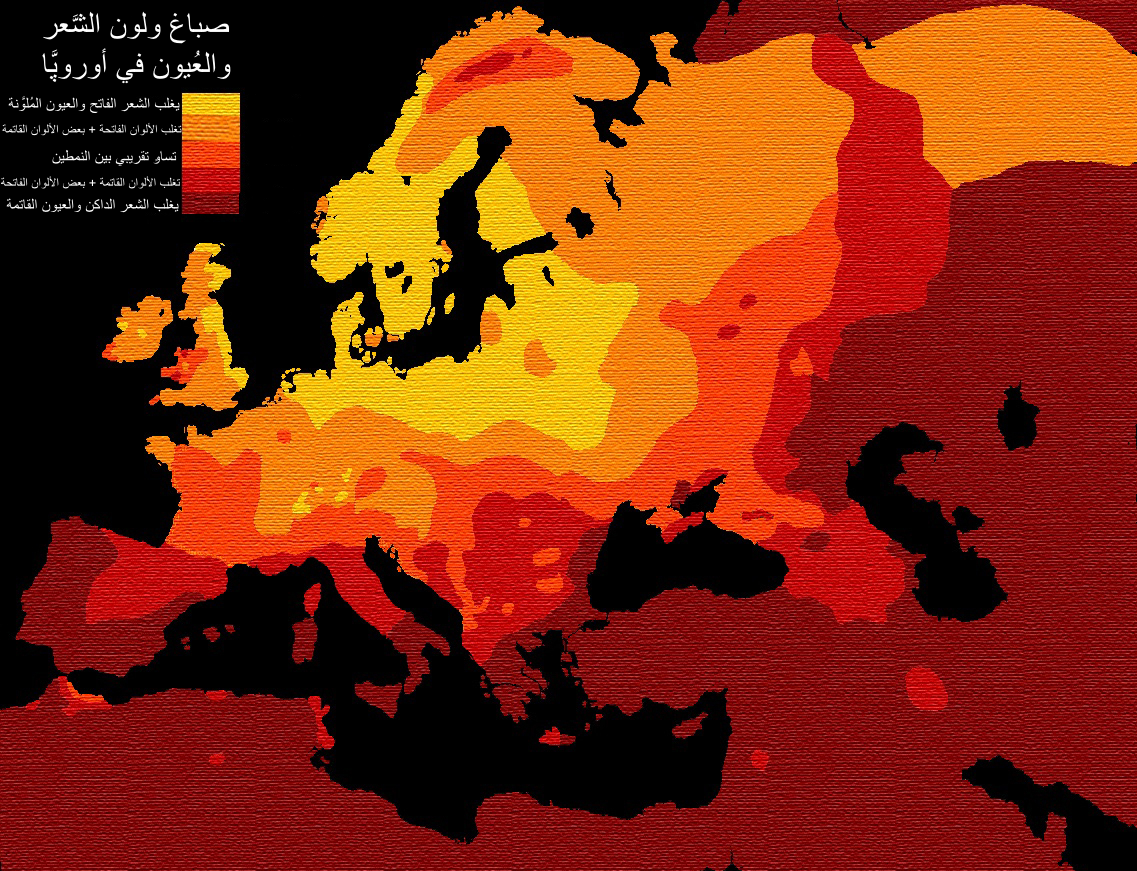
خريطة تم نشرها بواسطة كارليتون كون، ونسبت إلى إلمر رايزينج (1939)

كارلتون إس كون أنشأ مخطط باستخدام مقياس مارتن الاصلي. يتم عكس الترقيم في الجدول التالي والذي يمثل مقياس مارتن شولتز، والذي (لا يزال) مستخدم في علم الإنسان الحيوي.
العيون الفاتحة (16–12 في مقياس مارتن)
العيون ذات اللون الفاتح الصافي (16–15 في مقياس مارتن)
- 16: أزرق فاتح
- 15: رمادي

العيون ذات اللون الفاتح الممزوج (14–12 في مقياس مارتن)
- 14: أزرق مع رمادي أو أخضر، أو أخضر مع رمادي
- 13-12: الأزرق أو الرمادي أو الأخضر مع نسبة من اللون البني

العيون ذات الألون الممزووجة (11–7 في مقياس مارتن)
خليط من الألوان الفاتحة (أزرق أو رمادي أو أخضر) مع البني، عندما يكون اللون البني والضوء علي نفس المستوي.
العيون ذات اللون القاتم (6–1 في مقياس مارتن)
- الألون القاتمة الممزوجة: 6–5 في مقياس مارتن. اللون البني الممزوج ببعض من الإضاءة
- الألوان القاتمة: 4–1 في مقياس مارتن. اليني (البني الفاتح والبني القاتم) مع البني القاتم جداً (أسود غالباً)

### الكهرماني أو العسلي (أصفر برتقالي داكن)

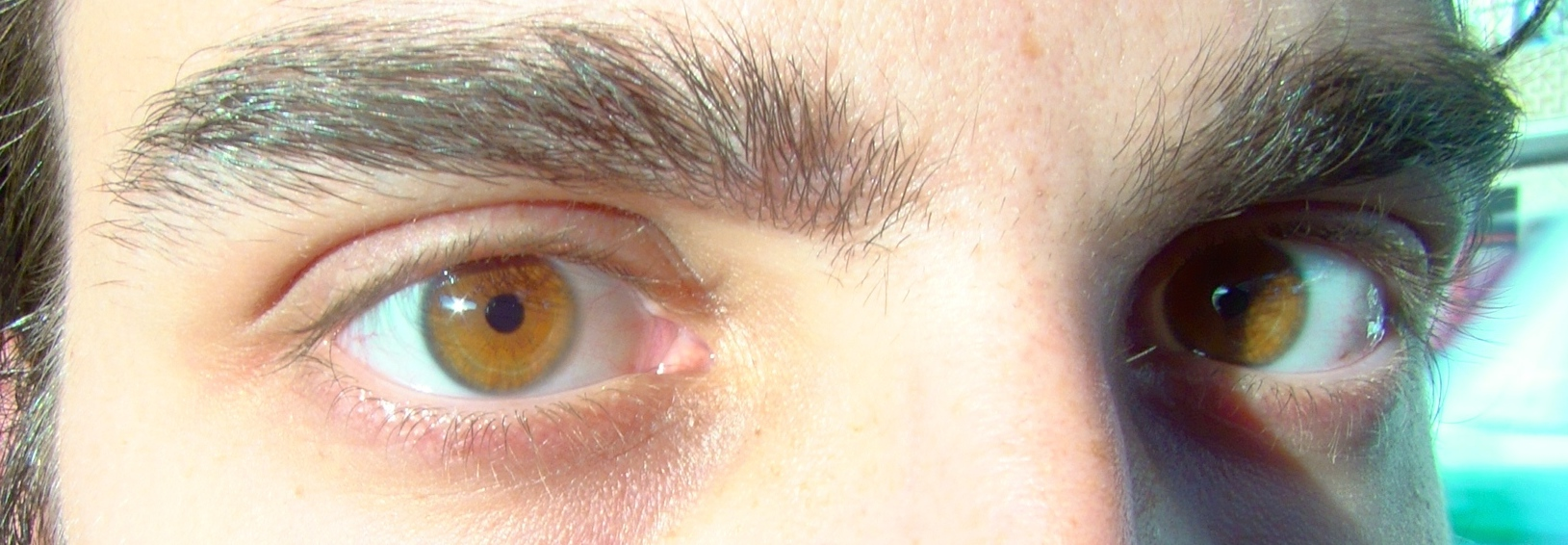
العيون ذات اللون الكهرماني في وجود الضوء– تعطي لون برتقالي وليس بني

اللون الكهرماني في العيون هو لون مصمت مجسم يحتوي على بعض من خليط الأصفر/الذهبي، والخميري/النحاسي. وهذا نتيجة لترسيب القليل من صبغة صفراء اللون تسمي ليبوكروم في القزحية (والتي توجد أيضاً في العيون الخضراء).
عيون بعض الطيور تحتوي علي يعض الصبغات المضيئة مثل صبغة البيتريدين. حيث يرجع اللون الأصفر الزاهي لعيون البومة العظيمة إلي وجود صبغة البيتريدين في بعض حاملات الألوان في قزحية العين. بينما في الإنسان، فإن اللون البرتقالي المصفر يظهر نتيجة لوجود صبغة الليبوفوسن

### الأزرق

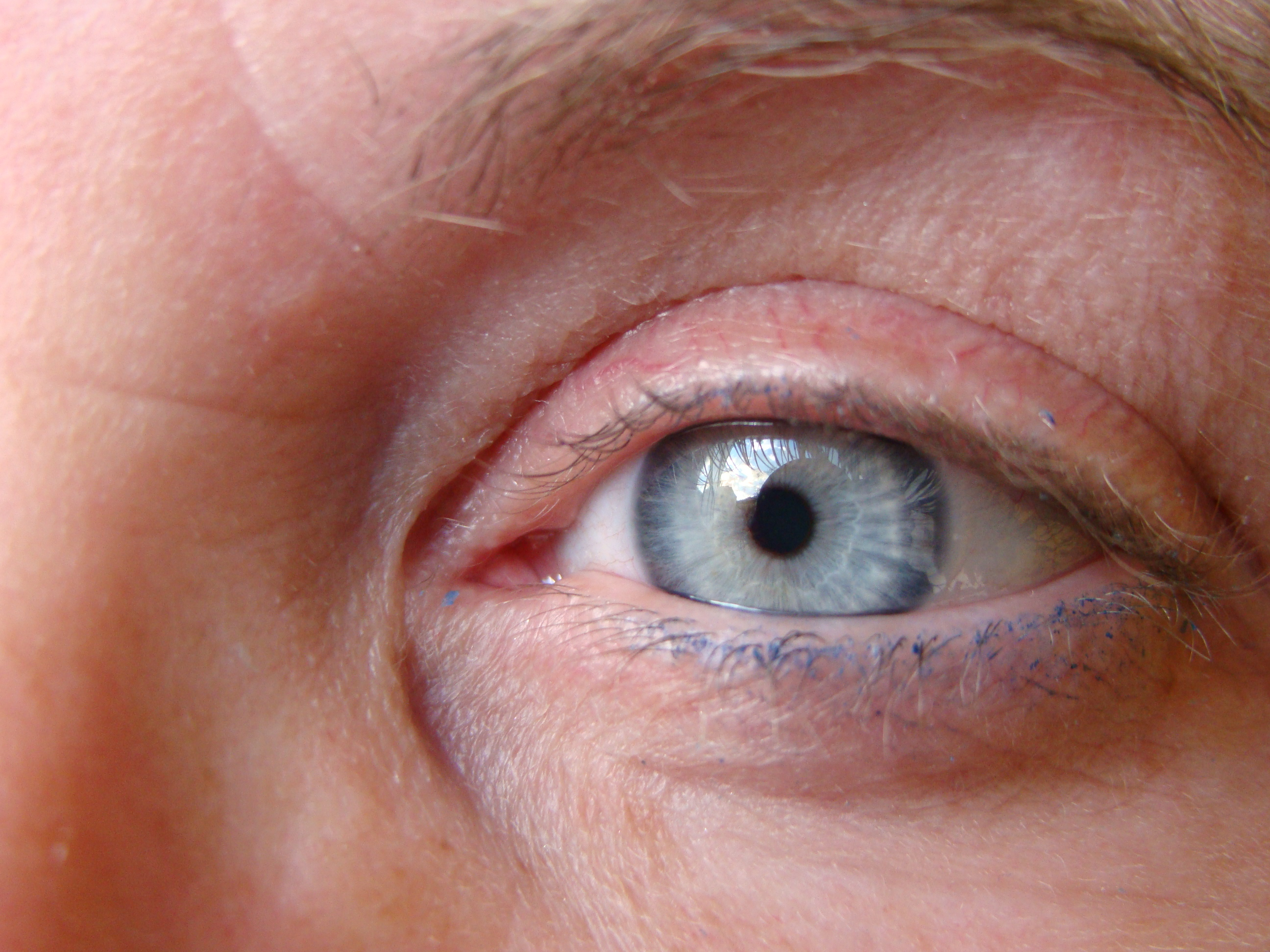
عين زرقاء

لا توجد صيغة زرقاء لا في القزحية ولا في سائل العين. حيث تم اكتشاف أن لون نسيج وخلايا القزحية هو البني القاتم أو الأسود نتيجة لوجود صبغةالميلانين. فعلي عكس لون العين البني، فإن الأزرق يحتوي على كميات قليلة من صبغة الميلانين في نسيج القزحية، والتي تقع أمام الخلايا سوداء اللون.وبذلك فلإ الضوء ذو الطول الموجي العالي يمتص بواسطة الخلايا السوداء في الخلف، بينما الأطوال الموجية القصيرة تنعكس وتحدث لها ظاهرة تبعثر ريليه خلال مرورها في عكارة الوسط في نسيج العين.:9 وتكون النتيجة ظهور «اللون الأزرق التيندالي» والذي يختلف وفقاً لظروف الإضاءة المحيطة. Tولاحظ اللعلماء أن الطفرة قد نشأت في الجزء الشمالي الغربي من منطقة البحر الأسود، ولكنهم أضافوا أنه «من الصعب حساب عمر الطفرة».
| ذوي العيون الزرقاء         | ذوي العيون الزرقاء         | ذوي العيون الزرقاء | ذوي العيون الزرقاء | ذوي العيون الزرقاء |
| -------------------------- | -------------------------- | ------------------ | ------------------ | ------------------ |
| البلد                      | البلد                      |                    | النسبة             | النسبة             |
| فنلندا                     | فنلندا                     |                    | 89%                | 89%                |
| أستونيا                    | أستونيا                    |                    | 89%                | 89%                |
| أيرلندا                    | أيرلندا                    |                    | 57%                | 57%                |
| سكوتلندا                   | سكوتلندا                   |                    | 50%                | 50%                |
| نجلترا                     | نجلترا                     |                    | 48%                | 48%                |
| ويلز                       | ويلز                       |                    | 45%                | 45%                |
| بلجيكا (البالغين)          | بلجيكا (البالغين)          |                    | 28.9%              | 28.9%              |
| فرنسا (البالغين)           | فرنسا (البالغين)           |                    | 20.2%              | 20.2%              |
| الولايات المتحدة الأمريكية | الولايات المتحدة الأمريكية |                    | 16.6%              | 16.6%              |
| إسبانيا                    | إسبانيا                    |                    | 16.3%              | 16.3%              |
| الجزائر (البالغين)         | الجزائر (البالغين)         |                    | 2.6%               | 2.6%               |
| المغرب (البالغين)          | المغرب (البالغين)          |                    | 2.1%               | 2.1%               |
| تونس (البالغين)            | تونس (البالغين)            |                    | 1.2%               | 1.2%               |
| المصادر:                   |                            |                    |                    |                    |

العيون الزرقاء شائعة في شمال وشرق أوروبا، وخاصة حول بحر البلطيق. ووجدت العيون الزرقاء أيضا في جنوب أوروبا، وشمال الشرق الأوسط في بلاد الشّام وآسيا الوسطى، وجنوب آسيا، وشمال أفريقيا، و شمال غرب آسيا. في غرب آسيا، نسبة من الإسرائيليين من الأصل الأشكنازي، وجد أن لديهم نسبة مرتفعة من جين العيون الزرقاء.
(دراسة أجريت في عام 1911 وجدت أن 53.7٪ من اليهود الأوكرانييين لديهم عيون زرقاء).

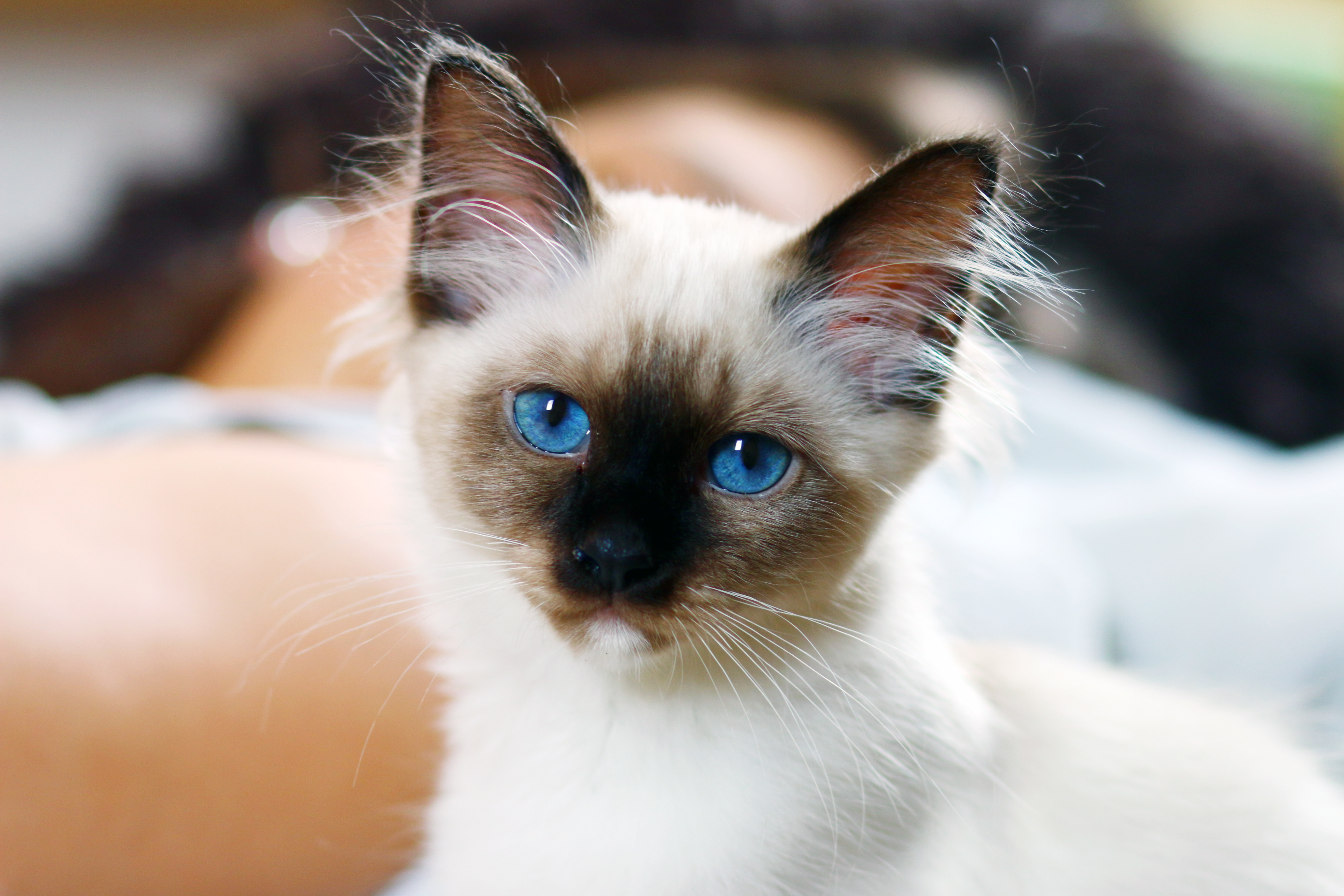
قط بيرمان الذي يتميز بعيون الياقوت الزرقاء.
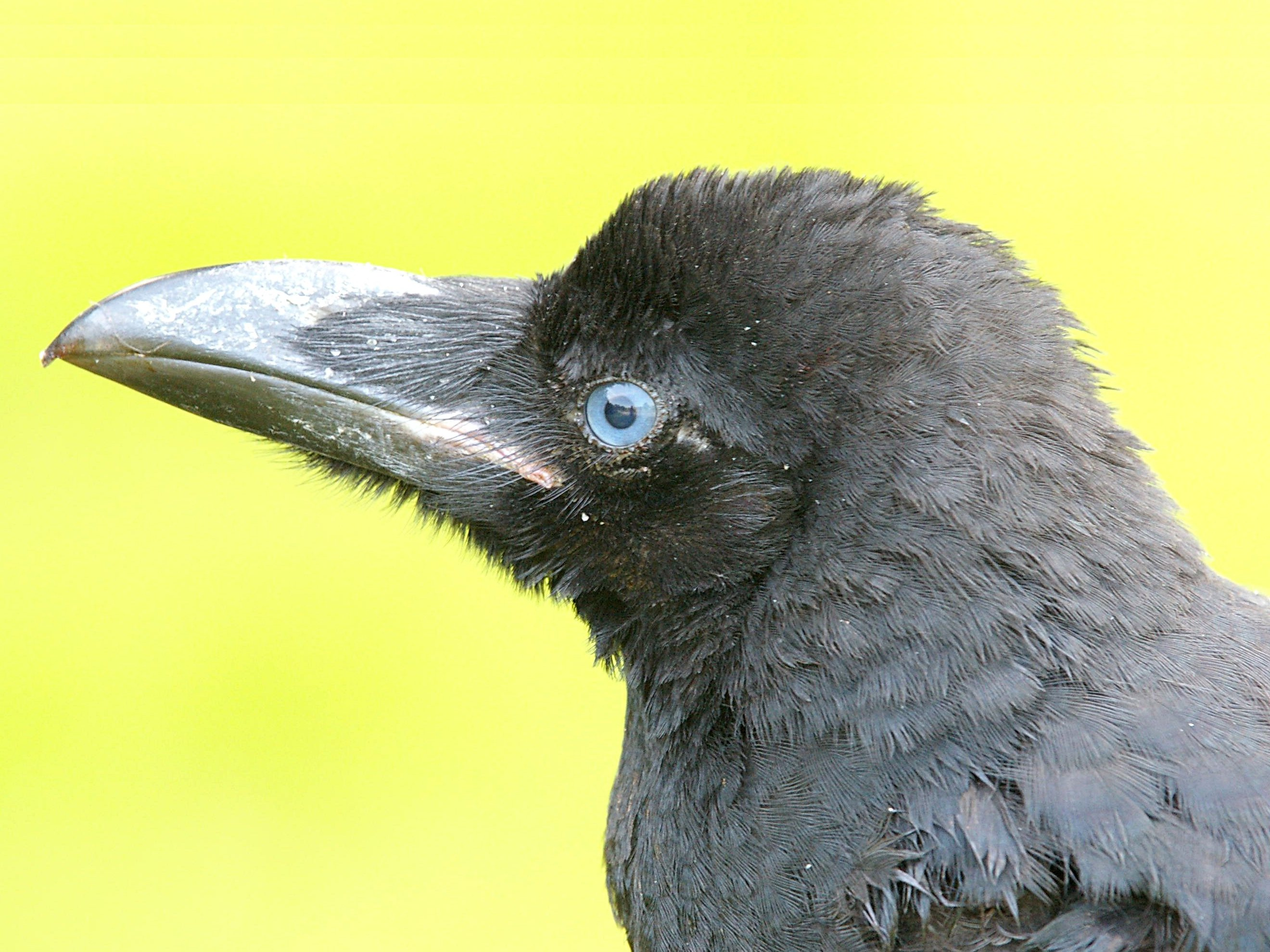
غراب الغابة
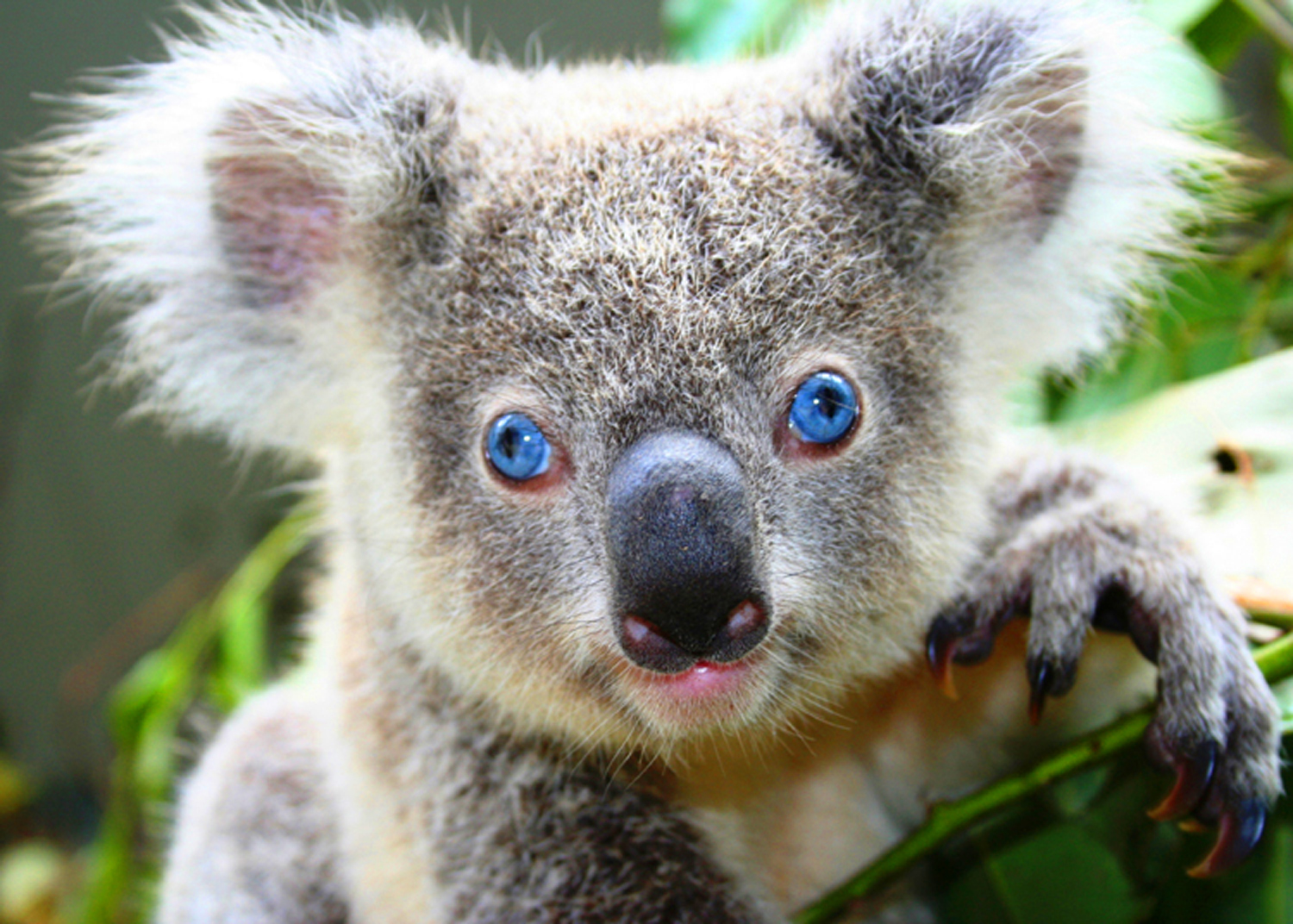
أول كوالا يولد بعيون زرقاء.

نفس تسلسل الحمض النووي في منطقة الجين OCA2 بين الناس ذوي العيون الزرقاء يشير إلى أنها قد يكون لها سلف مشترك واحد.
دراسات الحمض النووي على البقايا البشرية القديمة تؤكد أن صفة اللون القاتح في الجلد والشعر والعينين كانت موجودة قبل عشرات الآلاف من السنين في النياندرتال، الذي عاش في أوراسيا لمدة 500000 سنة. اعتباراً من 2016، تم العثور على أقدم بقايا لهومو سابينز ذو بشرة بيضاء وعين زرقاء، والذي عاش قبل 7700 سنة في العصر الحجري القديم في موتالا، السويد.
وجدت دراسة أجريت في عام 2002 أن انتشار لون العين الزرقاء بين السكان البيض في الولايات المتحدة هو 33.8٪ لأولئك الذين ولدوا من 1936 حتى 1951 مقارنة بنسبة 57.4% لأولئك الذين ولدوا من 1899 حتى 1905. اعتباراً من عام 2006، وجد أنه واحد من كل ستة أشخاص، أو 16.6٪ من مجموع السكان، و 22.3٪ من البيض، يكون لديه عيون زرقاء. ولكن لا تزال العيون الزرقاء أقل شيوعا بين الأطفال الأمريكيين.

### البني

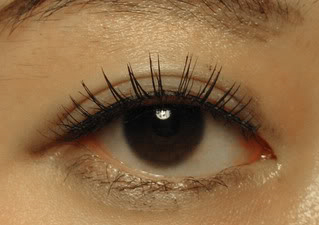
اللون البني الداكن أكثر شيوعاً في أفريقيا، وشرق آسيا، وجنوب آسيا.

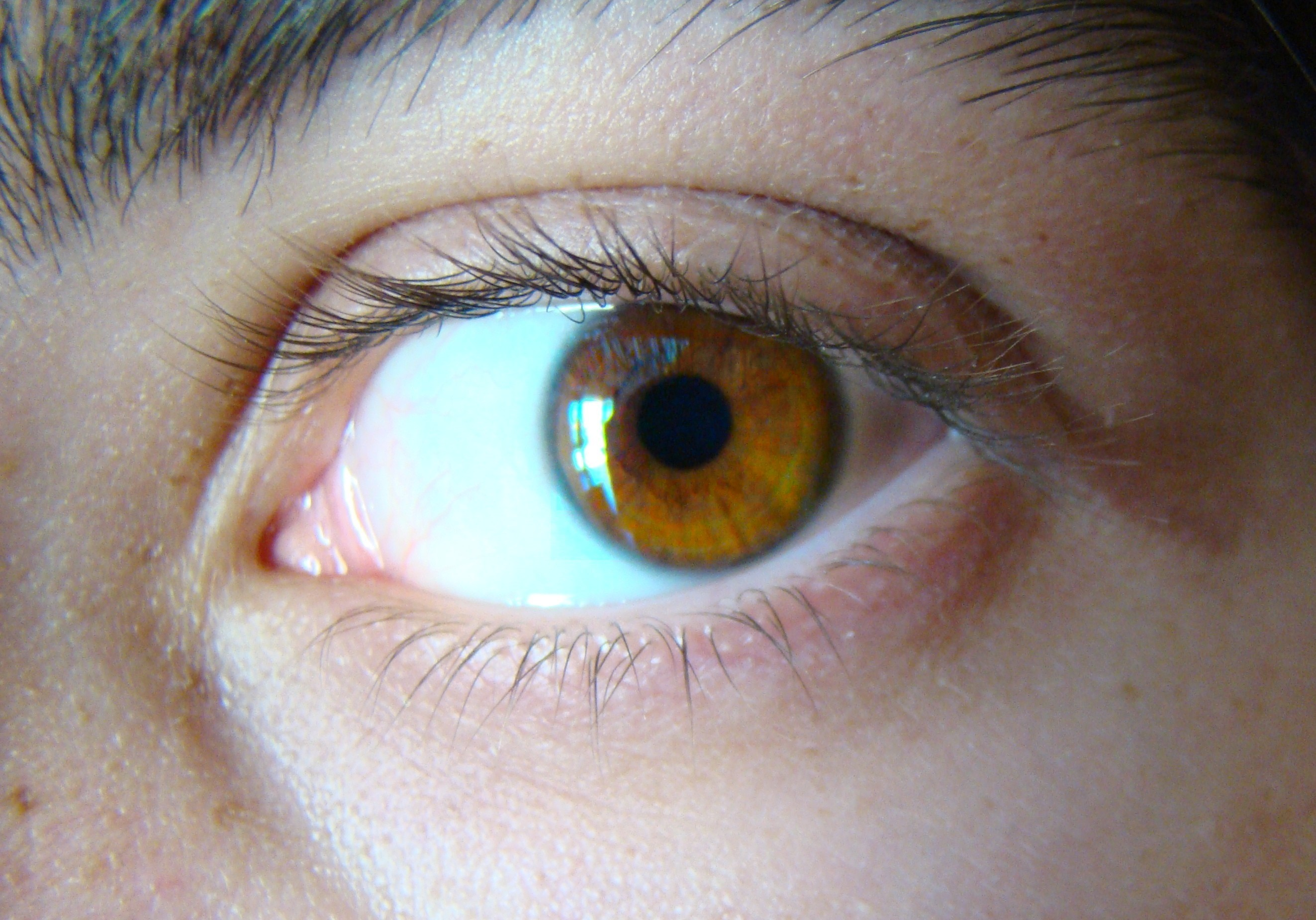
الون البني الفاتح يوجد في أوروبا، وغرب آسيا، وجنوب آسيا، وفي الأمريكتين.

في البشر، فإن اللون البني للعين ينتج من تركيز صبغة الميلانين في القزحية، والذي يساعد علي امتصاص كلاً من الأطوال الموجية الطويلة والقصيرة للضوء
العيون الني القاتمة هي صفة سائدة في الإنسان وفي أنحاء كثيرة من العالم فإن هذا اللون يكون لون العين الوحيد.

### الرمادي

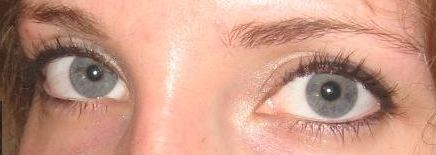
عين رمادية اللون

مثل اللون الأزرق، فإن العين الرمادية تتكون من خلايا سوداء اللون بها صبغة الميلانين، وأمامها نسيج خالي من الصبغة. التفسير المحتمل الوحيد للفرق بين الأزرق والرمادي ف يلون العين هو أن القزحية رمادية اللون بها تركيز أعلي من الكولاجين في نسيج القزحية، وبالتالي فإن الضوء الذي ينعكس علي القزحية يخضع لظاهرة تبعثر مي بدلاً من تبعثر ريليه.
العيون الرمادية اللون أكثر شيوعاً في شمال وشرق أوروبا، كما توجد أيضاً في الجزائر في جبال الأيرس شمال أفريقيا، والشرق الأوسط، ووسط آسيا، وجنوب آسيا.

### الأخضر

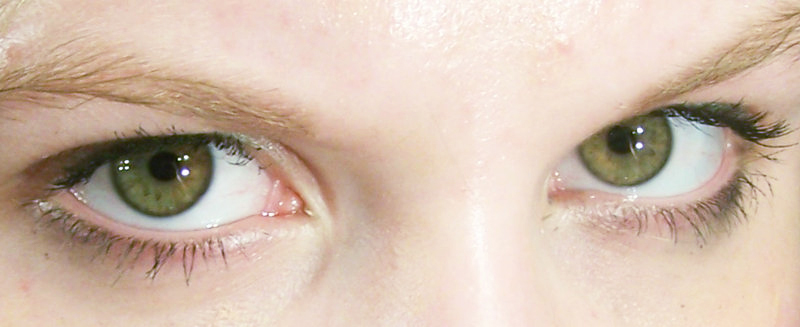
عيون خضراء اللون

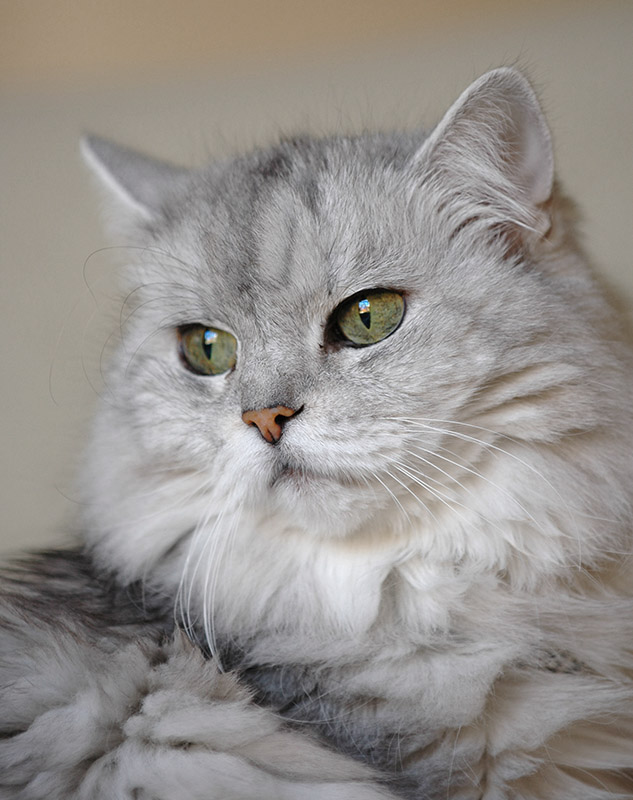
عيون خضراء بلون البحر

مثل اللون الأزرق، فإن الأخضر لا ينتج من صبغة القزحية. وأنما ينتج اللون الأخضر من اجتماع عاملين: 1)الصبغة البني الفاتح أو الكهرماني للقزحية (والتي تنتج من تركيز متوسط للميلانين) مع: 2) ظل أزرق نتيجة تبعثر ريليه للضوء المنعكس.
ينتج اللون الأخضر من تفاعل العديد من الجينات مثل OCA2 وغيره. كان هذا اللون شائعاً في صربيا خلال العصر البرونزي.
هذا اللون أكثر شيوعاً في شمال أوروبا، وشرق أوروبا، ووسط أوروبا. في أيرلندا وسكوتلندا 14% من الناس لديها عيون بني، بينما 86% لديهم إما عيون زرقاء أو خضراء. في الأوروبيين الامريكيين، فإن العيون الخضراء تكون أكثر شيوعاً في أصحاب العرق الألماني.

### اللون البندقي

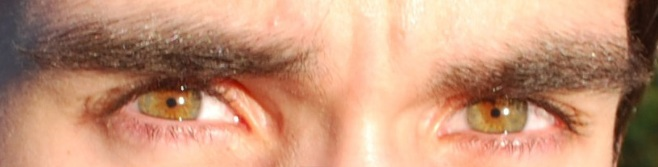
عيون بندقية اللون

تنتج العيون البندقية من اجتماع تبعثر ريليه وكمية متوسطة من الميلانين في طبقات القزحية الأمامية. العيون بندقية اللون غالباً ما تميل إلي التغير من اللون البني إلي الأخضر. ولذلك الكثر من الناس عادة يخلطون بين اللون البندقي والكهرماني
يختلف تعريف لون العين  البندقي ، حيث في بعض الأحيان يعتبر مرادفاً للبني الفاتح أو الذهبي.

### الأحمر والبنفسجي

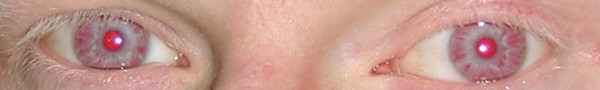
عيون حمراء

تظهر أعين بعض الأشخاص المصابين بشدة بمرض المهق تحت ظروف ذوئية معينة نتيجة لوجود كميات منخفضة جداً من الميلانين، والتي تؤدي إلي ظهور الأوعية الدموية من خلال القزحية.

### تدرج ألوان العين

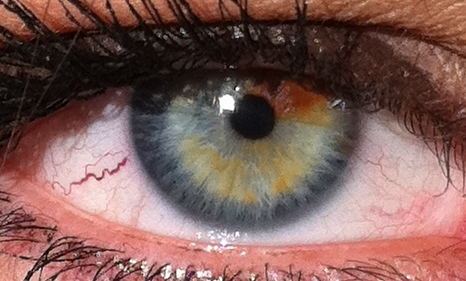
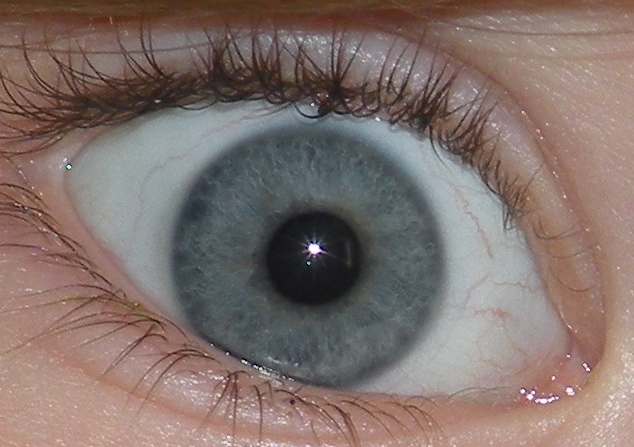
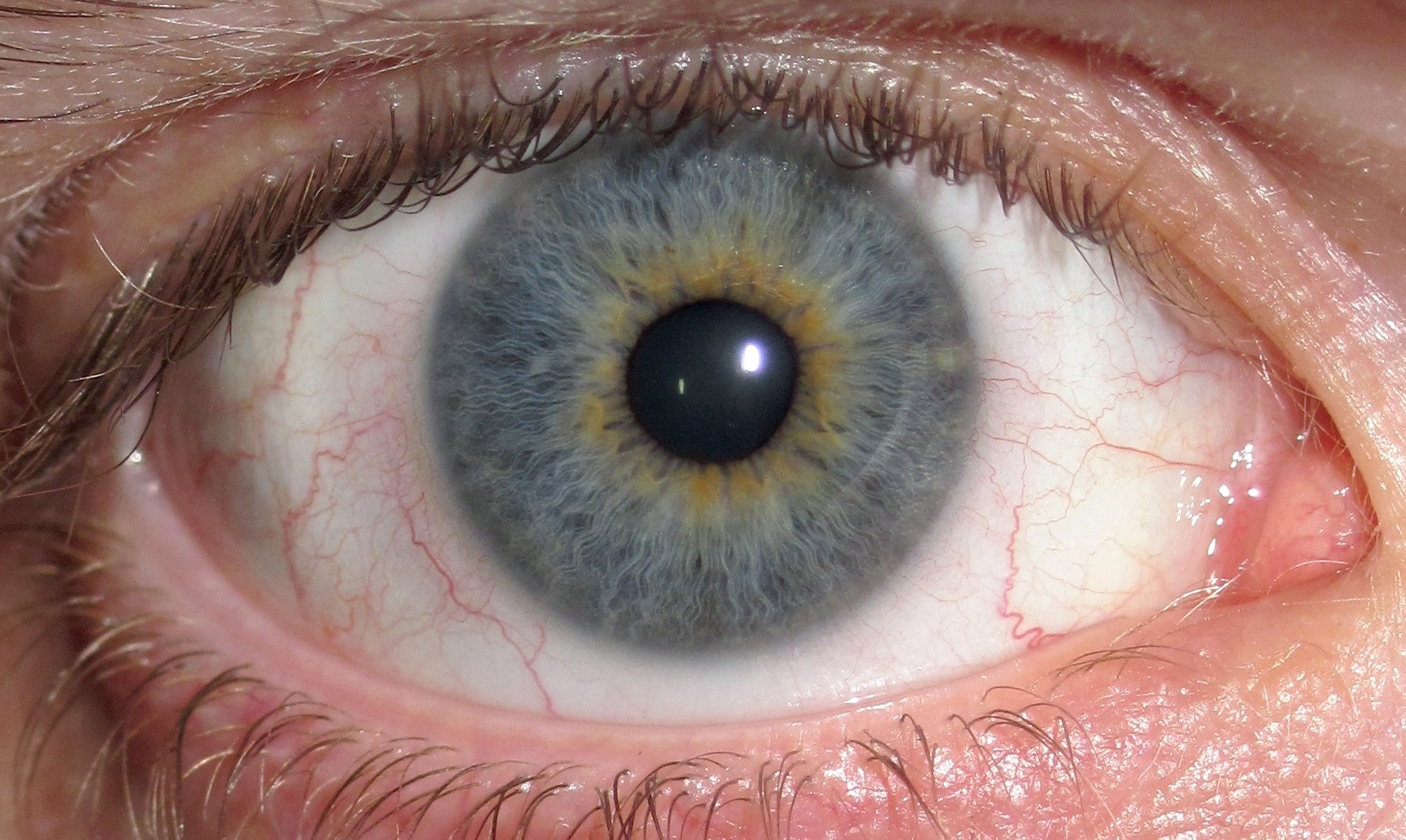
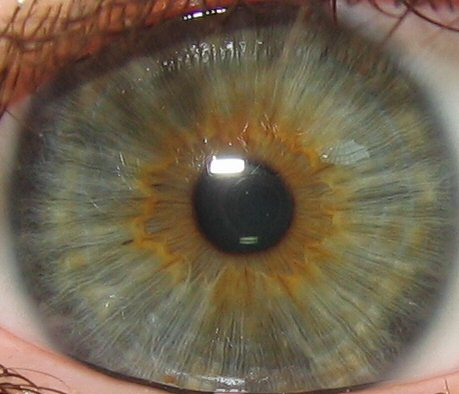
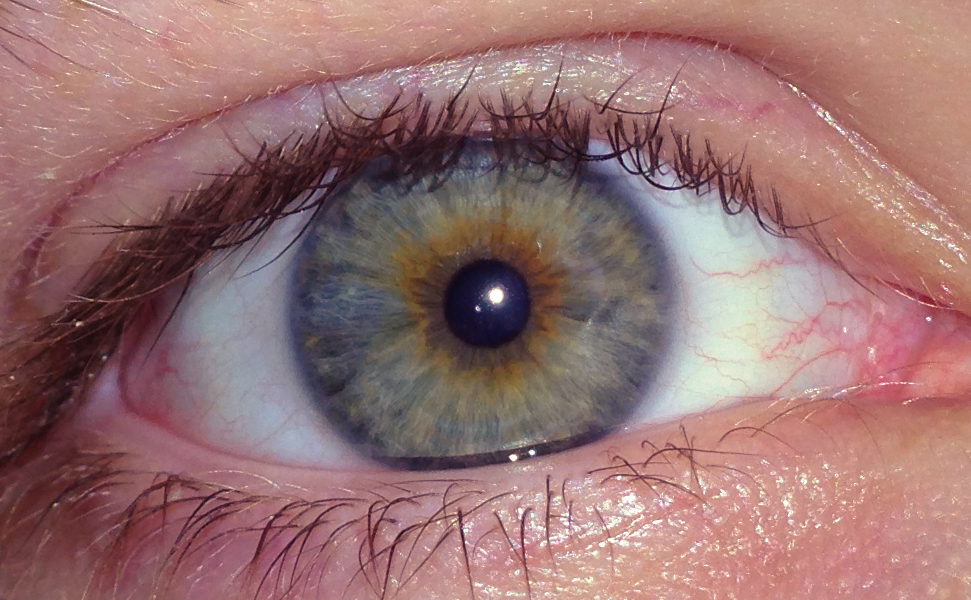
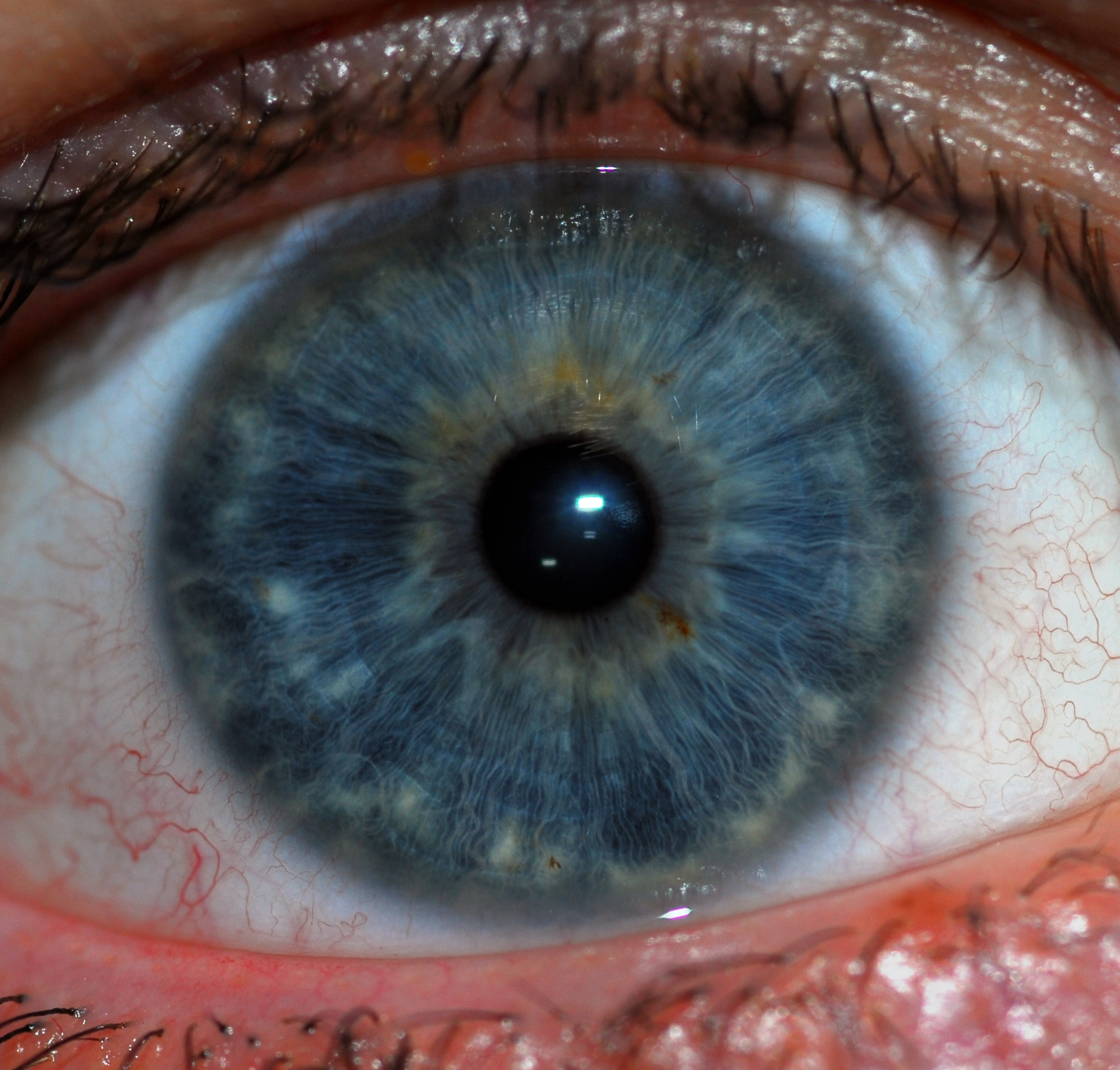
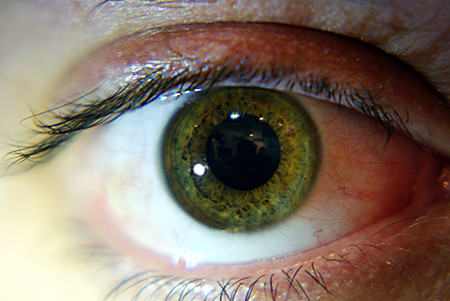
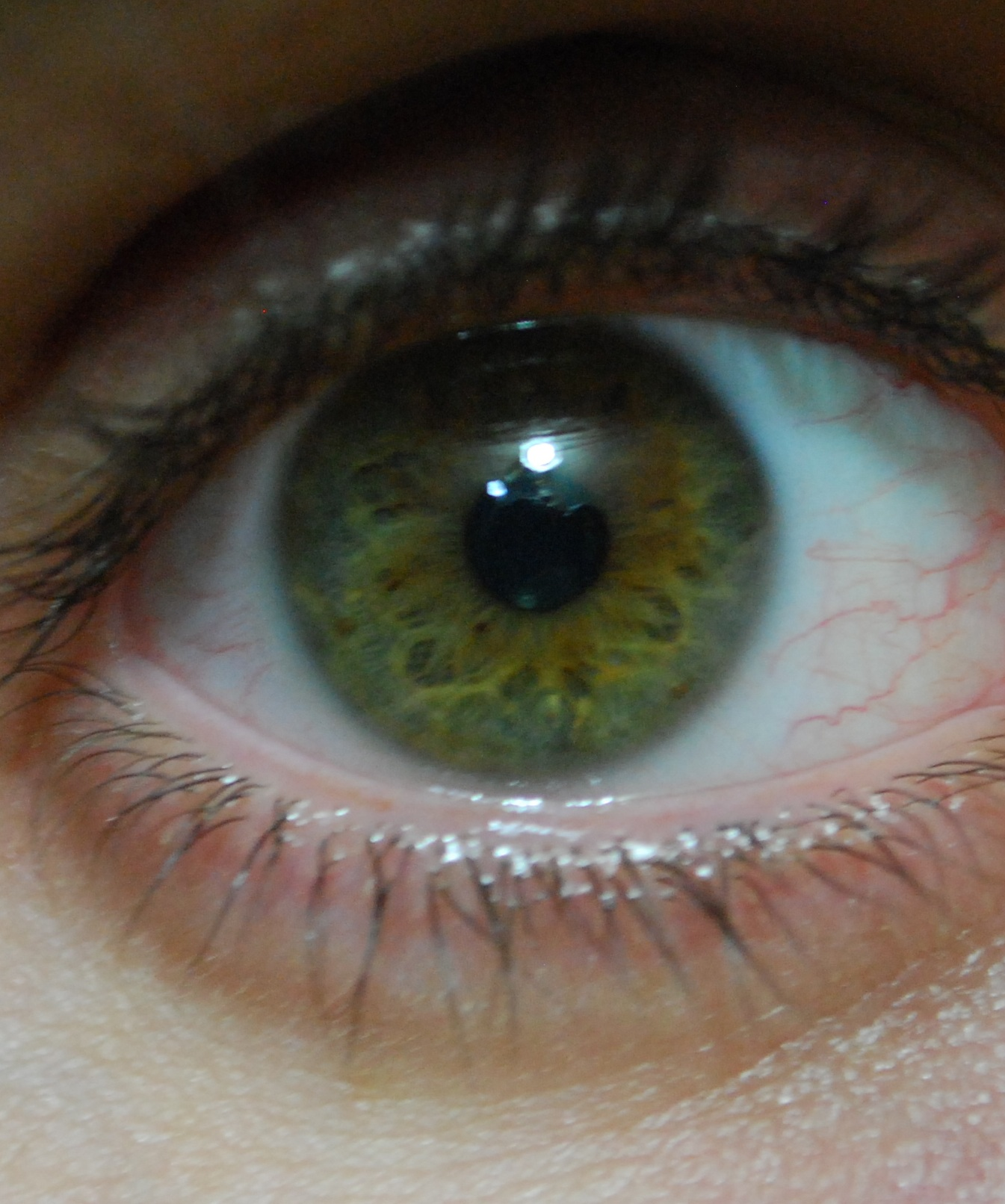
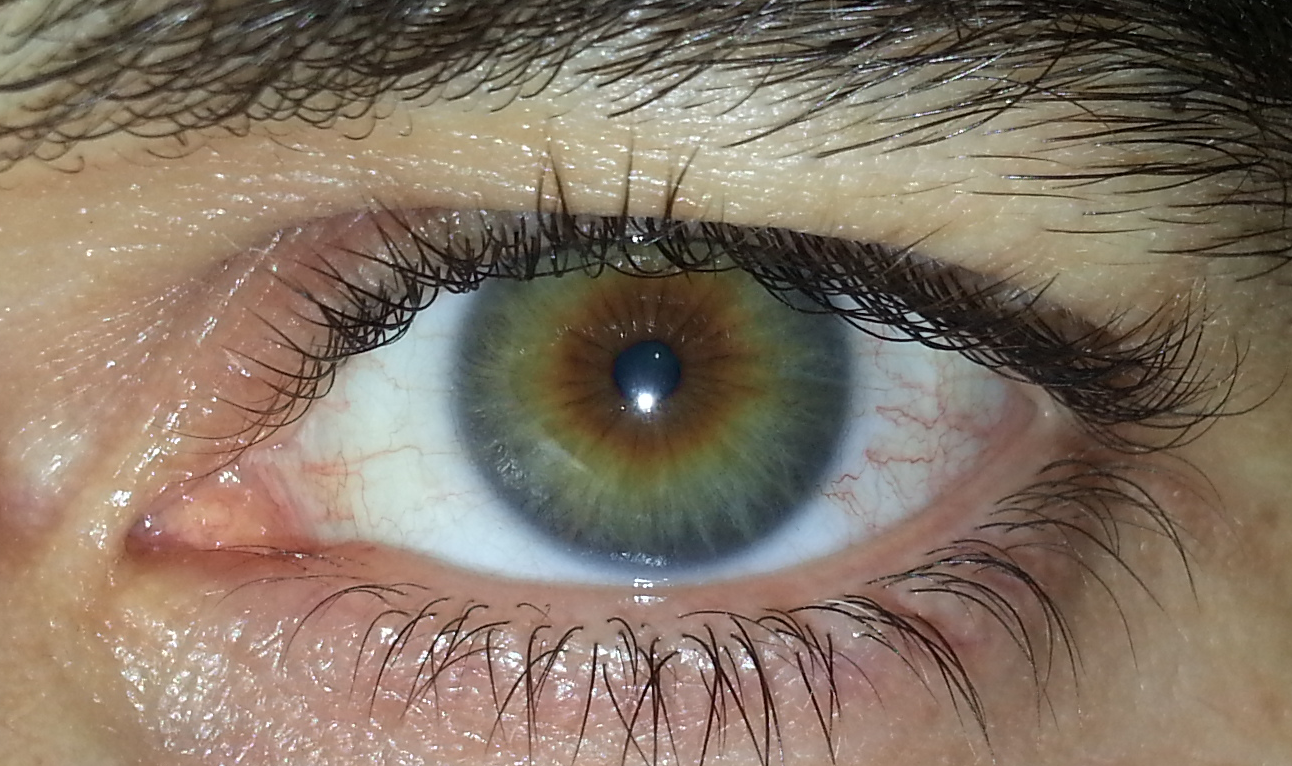
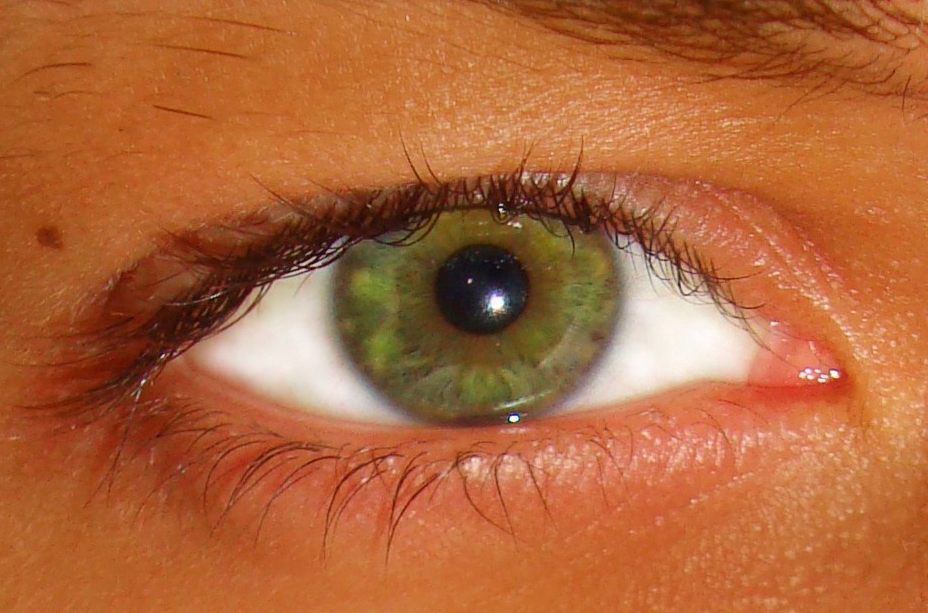
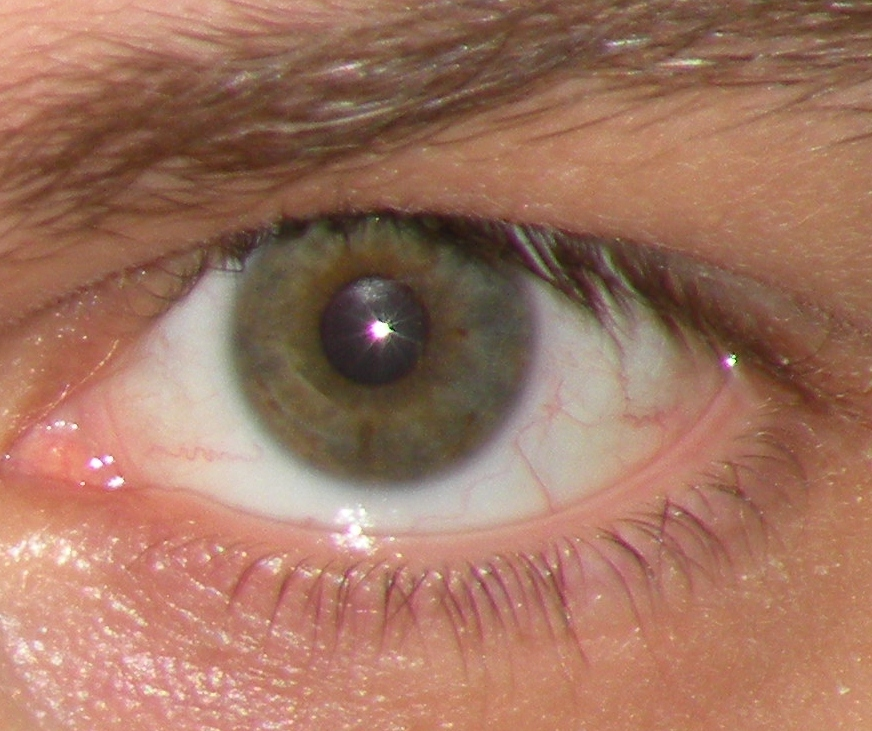
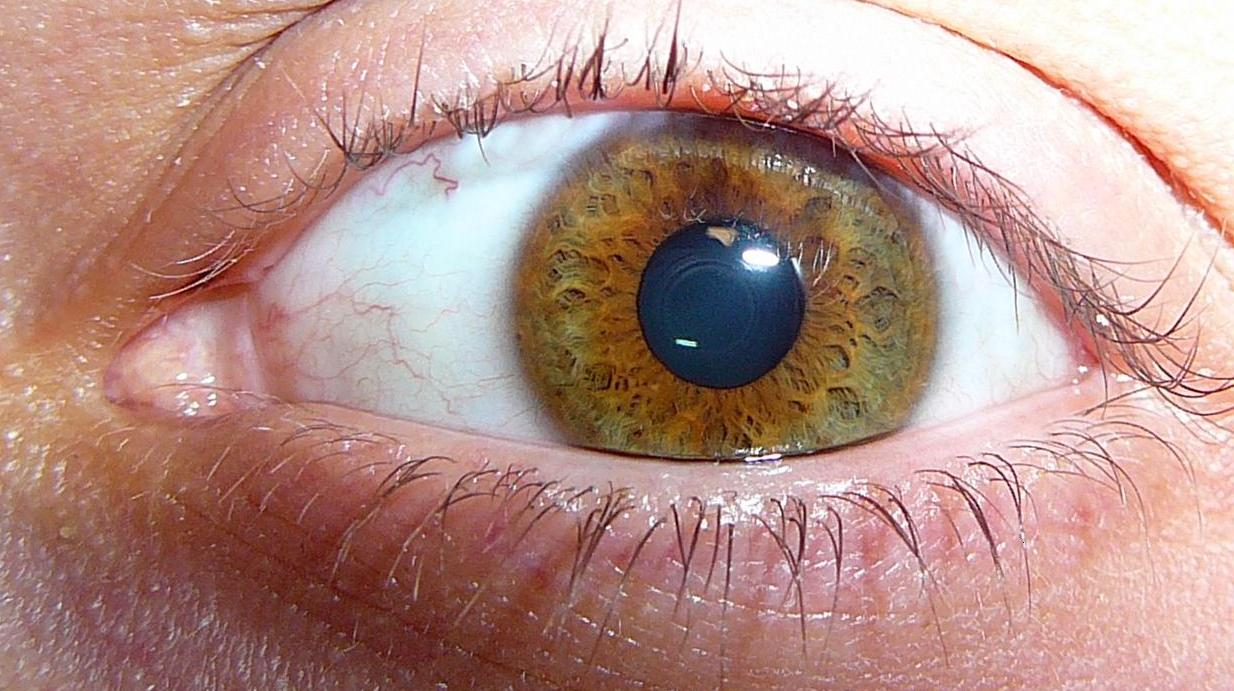
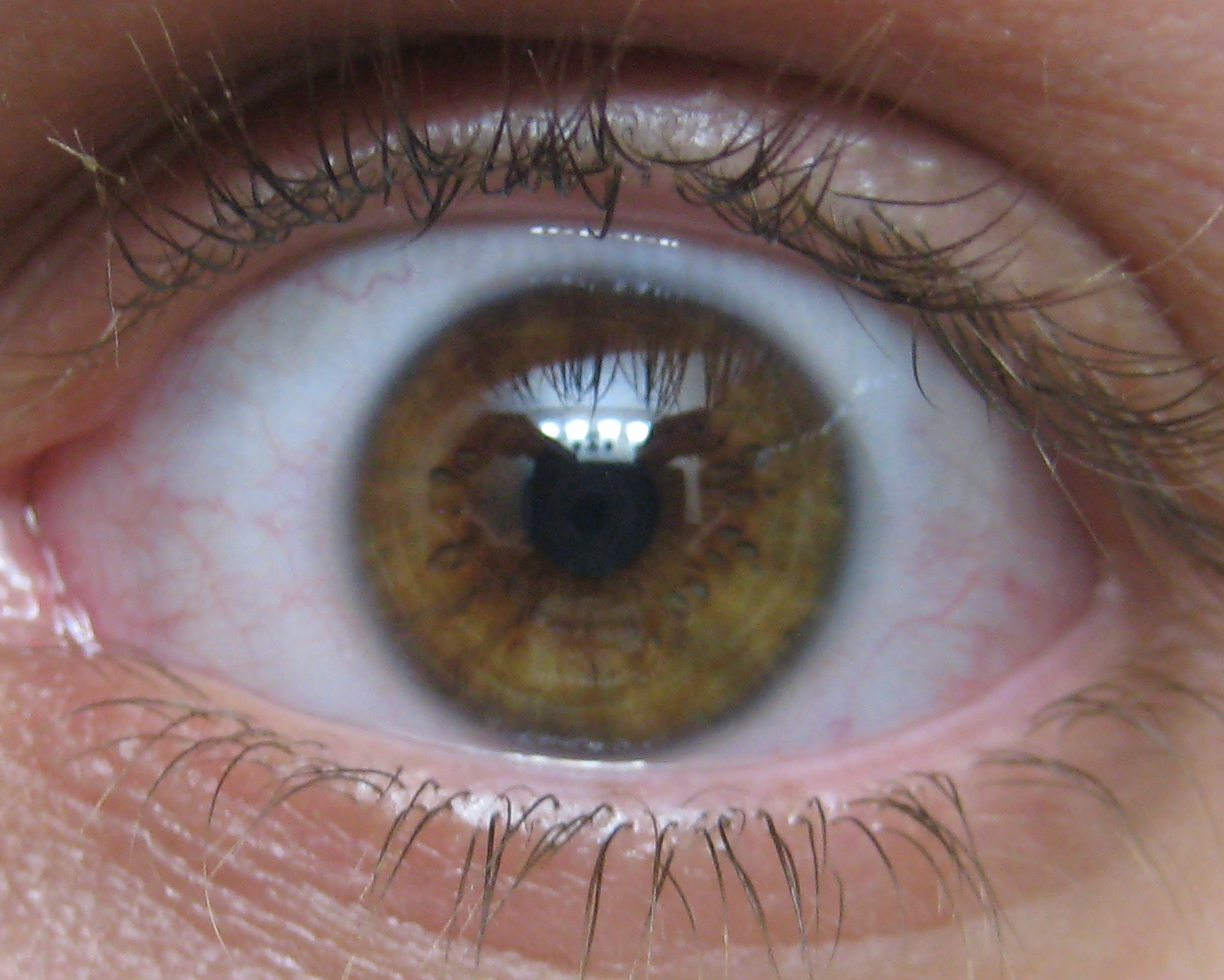
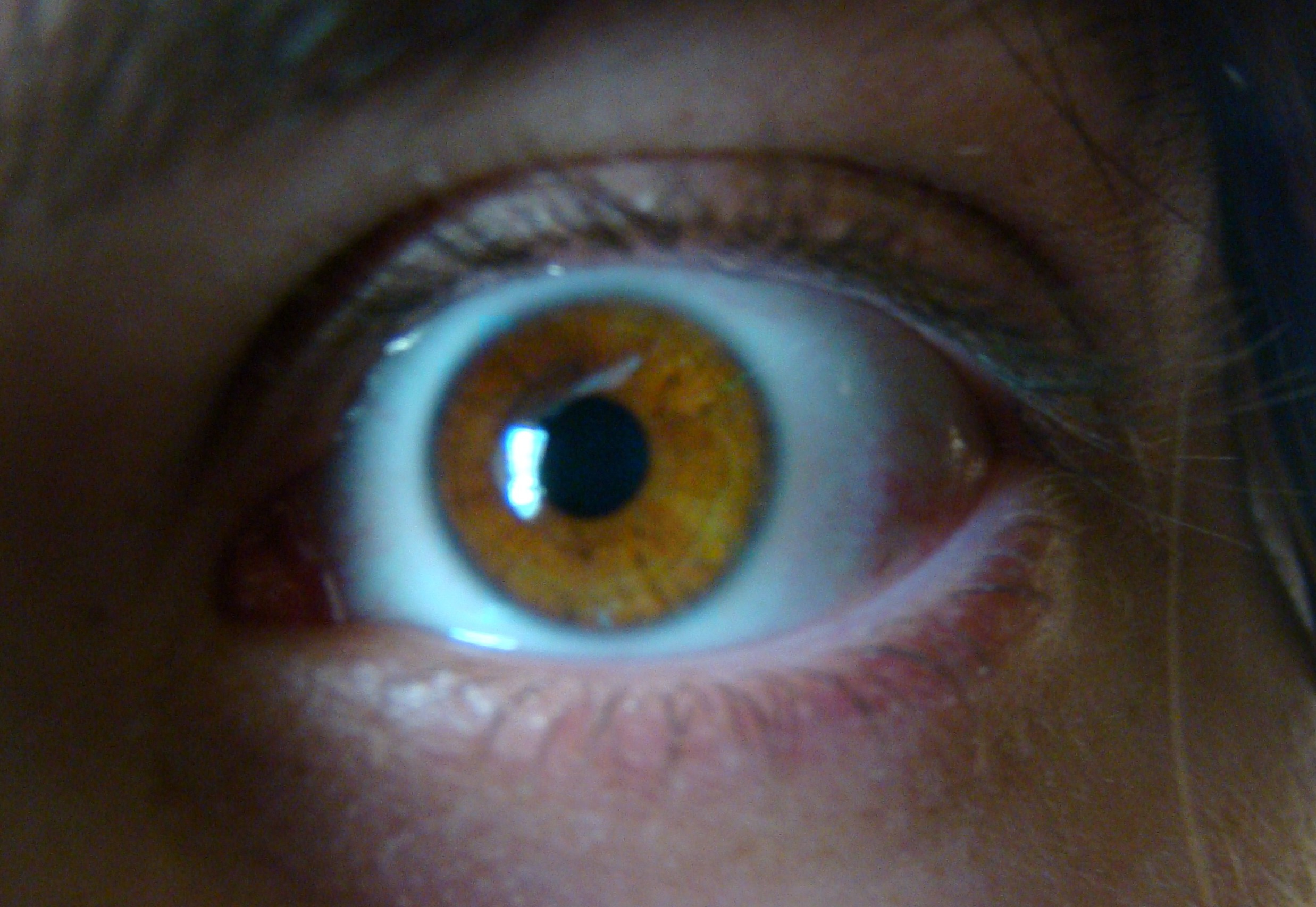
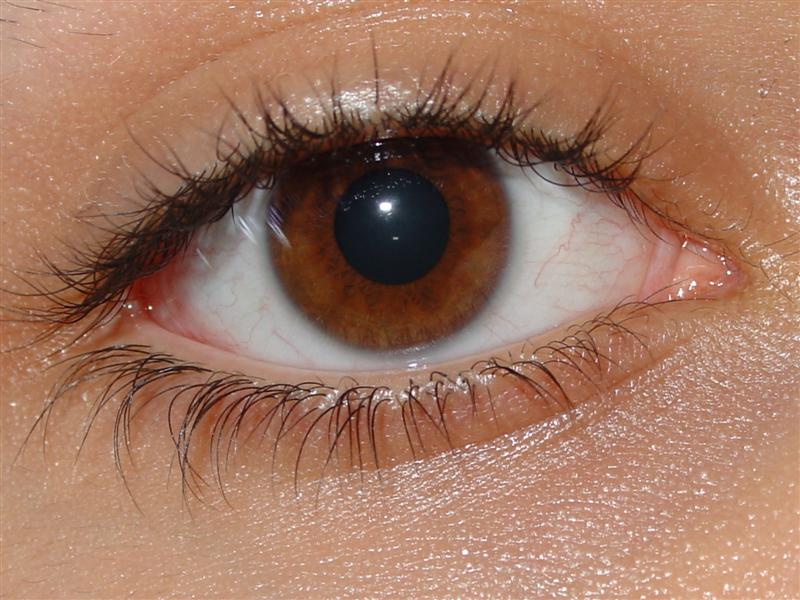
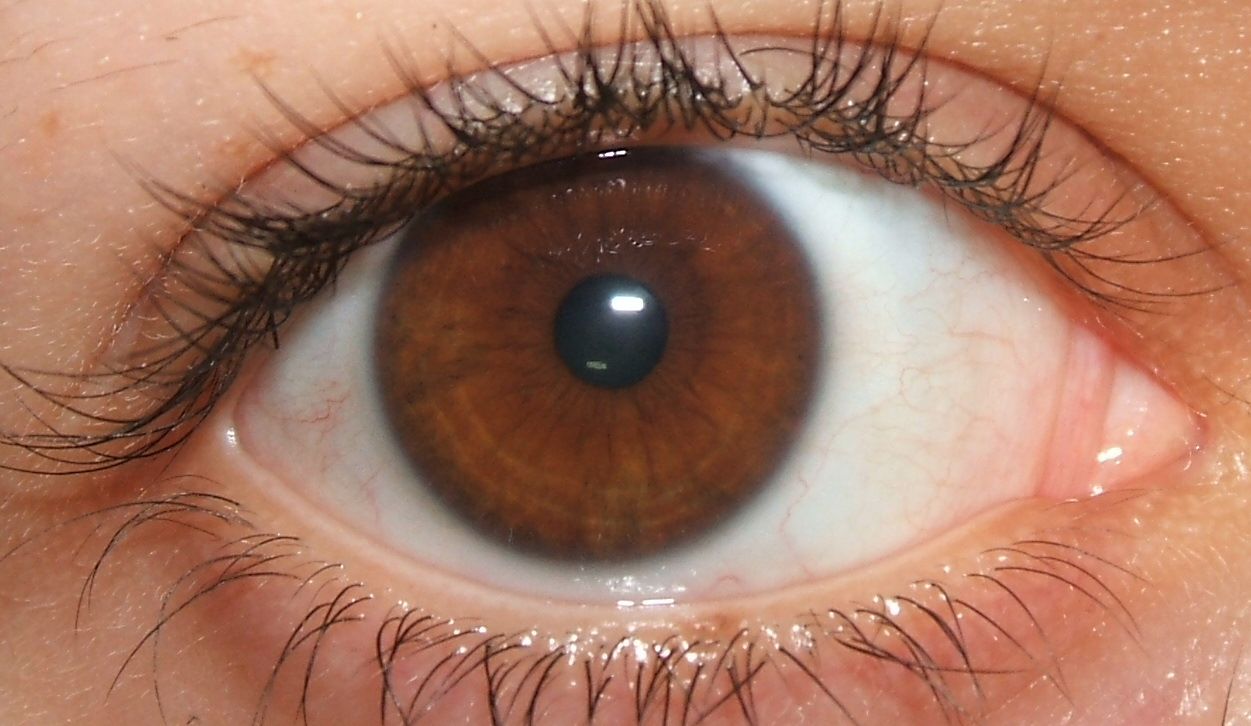
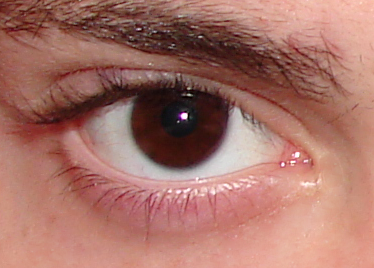
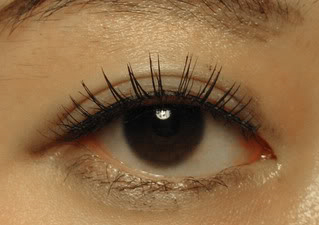

## بعض الأمراض
وجد أن تلك العيون التي لها لون قزحية أخف، لديها قابلية أعلي للإصابة بالتنكس بقعي من تلك التي لها لون قزحية قاتم. القزحية الرمادية قد تشير إلى وجود التهاب في القزحية، وقد تم العثور على خطر متزايد من سرطان الجلد في أولئك الذين لديهم عيون زرقاء أو خضراء أو رمادية.

### داء ويلسون

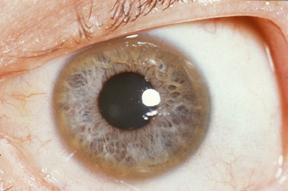
حلقة كايزر-فلايشر في داء ويلسون

داء ويلسون ينتج من طفرة في الترميز الجيني لإنزيم الأدينوسين ثلاثي الفوسفات 7ب، الذي يمنع النحاس داخل الكبد من دخول جهاز جولجي في الخلايا. بدلاً من ذلك، يتراكم النحاس في الكبد وفي الأنسجة الأخرى، بما في ذلك قزحية العين. وهذا يؤدي إلى تشكيل حلقة كايزر-فلايشر، وهي حلقات مظلمة تطوق محيط القزحية.

### المهق العيني ولون العين
عادة تكون هناك طبقة سميكة من الميلانين على الجزء الخلفي من القزحية. حتى في الناس الذين يمتلكون أشد العيون زرقة، مع عدم وجود الميلانين في الجزء الأمامي من القزحية على الإطلاق، ولون بني داكن على الجزء الخلفي منه، لمنع الضوء من تشتت داخل العين. في أولئك الذين يعانون من درجات بسيطة من المهق، يكون لون القزحية هو الأزرق عادة ولكن يمكن أن تختلف من الأزرق إلى البني. في الحالات الشديدة من المهق، لا توجد صبغة على ظهر القزحية، والضوء داخل العين يمكن أن يمر من خلال القزحية إلى الأمام. في هذه الحالات، فإن اللون الوحيد الذي يري هو الأحمر، نتيجة لهيموغلوبين الدم في الشعيرات الدموية للقزحية.

### تغاير لون القزحيتين

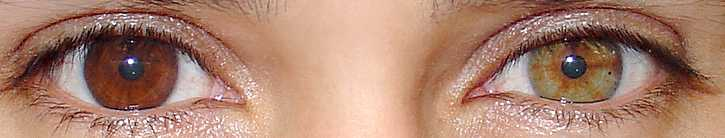
مثال لتغاير لون القزحيتين. المريض له عين بنية وأخرى بندقية.

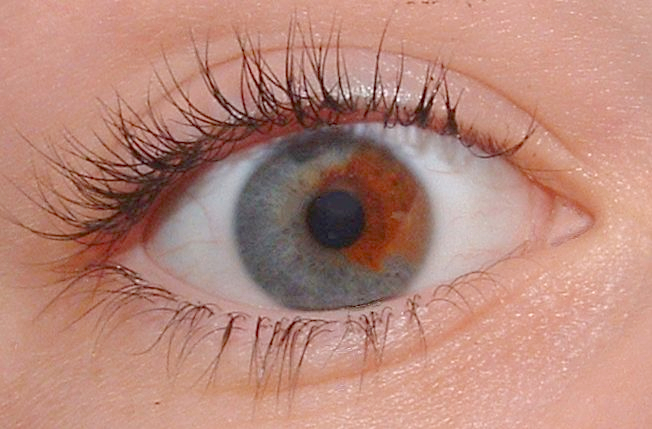
تغاير لون القزحيتين. هذه الحالة لها قزحية زرقاء مع جزء بني.

تغاير لون القزحيتين هي حالة تكون فيها كل قزحية لها لون مختلف عن الأخري (تغاير التلون الكامل)، أو قد يكون جزء من قزحية واحدة مختلف عن لون الباقي (تغاير التلون الجزئي القطاعي). وهذا نتيجة للزيادة النسبية أو عدم وجود الصبغة في قزحية أو جزء من القزحية، والتي قد تكون صفة موروثة أو مكتسبة نتيجة لمرض أو إصابة.